# Ernest Charles Drury

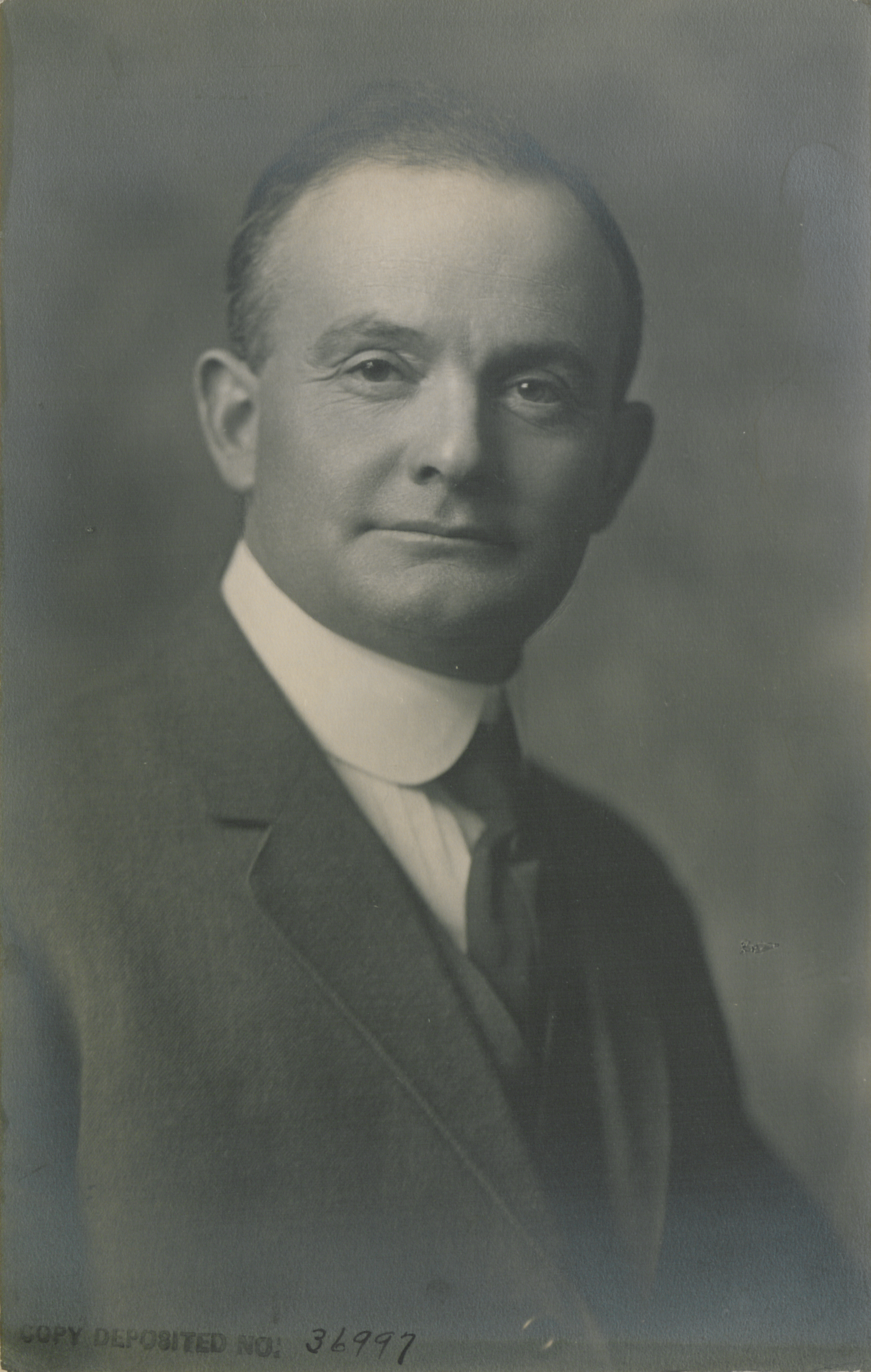
Ernest Charles Drury

Ernest Charles Drury (* 22. Januar 1878 in Crown Hill, Ontario; † 17. Februar 1968 in Barrie, Ontario) war ein kanadischer Politiker, der zwischen 1919 und 1924 Vorsitzender der United Farmers of Ontario (UFO) sowie zeitgleich von 1919 bis 1923 Premierminister von Ontario war.

## Leben

### Herkunft, Farmer und Wahl vom 20. Oktober 1919
Drury war der Sohn von Charles Alfred Drury, der zwischen 1882 und 1890 Mitglied der Legislativversammlung von Ontario war sowie zwischen 1888 und 1890 als Landwirtschaftsminister (Commissioner of Agriculture) der Regierung der Provinz Ontario von Premierminister Oliver Mowat angehörte.
Wie sein Vater war auch er Farmer und gehörte 1913 zu den Mitgründern der United Farmers of Ontario (UFO) und bewarb sich für die sogenannten Laurier Liberals von Wilfrid Laurier bei der kanadischen Unterhauswahl vom 17. Dezember 1917 im Wahlkreis Simcoe North um ein Mandat im Unterhaus von Kanada, unterlag jedoch John Allister Currie von der Unionistischen Partei, der 4240 Stimmen (64,9 Prozent) erhielt, während auf Drury nur 2293 Wählerstimmen (35,1 Prozent) entfielen.
Bei dieser Wahl zur Legislativversammlung am 20. Oktober 1919, bei denen Drury selbst nicht kandidierte, erlitt die bis dahin regierende Conservative Party of Ontario von Premierminister William Howard Hearst eine empfindliche Niederlage. Während sie bei der noch unter Premierminister Whitney am 29. Juni 1914 stattgefundenen Wahl noch 84 Sitze erhielt, verlor sie jetzt 59 Mandate und war mit 25 Sitzen im 111-köpfigen Parlament nur noch drittstärkste Kraft. Wahlsieger waren die United Farmers of Ontario, die aus dem Stand auf 45 Mandate kamen und damit stärkste Fraktion in der Legislativversammlung wurden. Zweitstärkste Kraft wurde die Ontario Liberal Party, die sich leicht um drei Sitze verbessern konnte und jetzt 29 Abgeordnete stellte. Auf dem vierten Platz kam die Labour Party, die bisher nur einen Abgeordneten stellte und jetzt auf elf Mandate kam. Darüber hinaus war ein Abgeordneter der Soldier Party im Parlament vertreten.

### Premierminister von Ontario 1919 bis 1923 und Wahlniederlage 1923

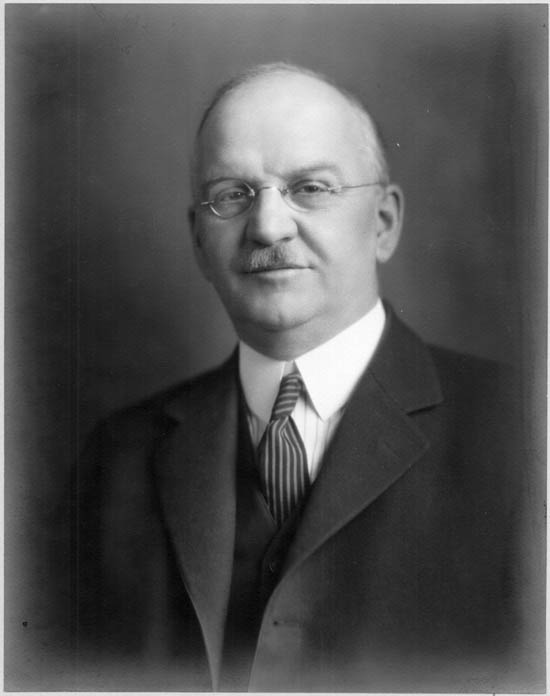
Gegen George Howard Ferguson erlitt Drury bei der Wahl vom 25. Juni 1923 eine dramatische Niederlage und verlor sein Amt als Premierminister von Ontario

Da die UFO zu dem Zeitpunkt aber keinen Parteivorsitzenden hatte, sondern mit James J. Morrison lediglich einen Generalsekretär, wurde Drury zunächst Parteivorsitzender und bildete dann am 14. November 1919 als 8. Premierminister von Ontario eine Koalitionsregierung mit der Labour Party. Er selbst wurde bei einer Nachwahl am 16. Februar 1920 im Wahlkreis Halton zum Mitglied der Legislativversammlung gewählt und gehörte dieser bis zum 10. Mai 1923 an.
Der Koalitionsregierung gehörten neben Premierminister Drury mit Frank Campbell Biggs (Minister für öffentliche Arbeiten und Fernstraßen), Beniah Bowman (Minister für Ländereien und Forsten), Dougall Carmichael (Minister ohne Geschäftsbereich), Manning Doherty (Landwirtschaftsminister), Robert Henry Grant (Erziehungsminister), Harry Nixon (Provinzsekretär und Registrator), William Raney (Generalstaatsanwalt) und Peter Smith (Schatzmeister) neun Minister der United Farmers sowie mit Harry Mills (Bergbauminister) und Walter Rollo (Minister für Arbeit und Gesundheit) zwei Minister der Labour Party an.
Die Regierung gründete eine Art staatlicher Raiffeisenbank, das Province of Ontario Savings Office, die Farmern günstige Kredite zur Verfügung stellte. Darüber hinaus begann sie das erste kanadische Wiederaufforstungsprogramm. Doch Drury, der die Partei nicht als Bauernpartei betrachtete, gelang es nicht, die Industrie auf seine Seite zu ziehen. Im Gegenteil wurde etwa der ehemalige Abgeordnete und Minister Adam Beck, der 1906 die Hydro-Electric Power Commission of Ontario gegründet hatte, einer seiner schärfsten Gegner. Den Gewerkschaften war Drury ein Agrarier, der nicht einmal in Staatsgesellschaften höhere Löhne durchsetzen konnte. 1922 wurde der Schatzmeister der Regierung Peter Smith in einen Korruptionsskandal (Ontario Bond Scandal) verwickelt, der die Bauernpartei weitere Anhänger kostete. Da die Partei auch noch zusehends ihre traditionelle Anhängerschaft bei den Farmern verlor, unterlag sie schließlich der Conservative Party of Ontario bei der darauf folgenden Wahl zur Legislativversammlung am 25. Juni 1923. 
Bei dieser Wahl gingen die Konservativen wieder als stärkste Kraft hervor und konnten 50 Mandate hinzugewinnen, so dass sie statt 25 nunmehr über 75 Sitze in der 111-köpfigen Legislativversammlung und damit eine absolute Mehrheit verfügte. Die bis dahin regierende Partei der United Farmers of Ontario von Drury verlor 28 ihrer 45 Sitze und war mit 17 Mandaten nur noch zweitstärkste Fraktion im Parlament. Drittstärkste Kraft wurde die Ontario Liberal Party (LP), die allerdings 15 Sitze verlor und nur noch 14 Abgeordnete stellte. Der bisherige Koalitionspartner der UFO, die Labour Party, verlor sieben ihrer elf Mandate und war in der Legislativversammlung als viertstärkste Kraft nur noch mit vier Abgeordneten vertreten. Darüber hinaus war ein Parteiloser im Parlament vertreten. 
Am 16. Juli 1923 wurde schließlich Howard Ferguson von der Conservative Party sein Nachfolger als Premierminister. Daraufhin zog sich Drury weitgehend aus der Provinzpolitik zurück und wurde von Manning Doherty 1924 als Vorsitzender der UFO abgelöst.

### Erfolglose Kandidaturen für das kanadische Unterhaus
Bei der kanadischen Unterhauswahl vom 29. Oktober 1925 kandidierte Drury für die Progressive Partei Kanadas im Wahlkreis Simcoe North erneut für ein Mandat im Unterhaus, unterlag aber diesmal William Alves Boys von der Konservativen Partei Kanadas mit 590 Stimmen. Auf Boys entfielen bei dieser Wahl 6885 Stimmen (52,2 Prozent) und auf ihn 6295 Wählerstimmen (47,8 Prozent).
Bei der darauf folgenden Unterhauswahl vom 14. September 1926 kandidierte Drury abermals gegen Boys, unterlag aber auch dieses Mal nur knapp mit nur 163 Stimmenunterschied. Boys erhielt 7058 Wählerstimmen (50,7 Prozent) und Drury 6865 Stimmen (49,3 Prozent).
Zuletzt bewarb sich Drury bei der Unterhauswahl vom 28. Juli 1930 im Wahlkreis Simcoe North für ein Abgeordnetenmandat im Unterhaus von Kanada. Sein diesmaliger Gegner von der Konservativen Partei war John Thomas Simpson, der 7295 Stimmen (53 Prozent) bekam. Auf Drury entfielen 6459 Wählerstimmen (47 Prozent), so dass er dieses Mal mit einem Unterschied von immerhin 836 Stimmen verlor.
1934 wurde Drury zum Sheriff und Registrator von Simcoe County ernannt und bekleidete diese Funktion 25 Jahre lang bis 1959.

## Veröffentlichungen
- The story of Simcoe County, 1955
- All for a beaver hat: a history of early Simcoe County, 1959
- Farmer Premier: Memoirs of the Honourable E. C. Drury, Autobiografie, 1966